# Aqidah
Aqida o Aqidah (árabe: عقيدة, romanizado: ʿaqīdah, plural عقائد ʿaqāʾid, también traducido ʿaqīda, aqeeda etc.) es un término islámico y de origen árabe que significa literalmente «credo»,pronunciación en árabe: /ʕɑˈqiːdæ, ʕɑˈqɑːʔɪd/
Existen muchas escuelas de teología islámica que expresan diferentes opiniones sobre el aqidah. Cualquier sistema de creencias religiosas, o credo, puede considerarse un ejemplo de aqidah. Sin embargo, este término ha adquirido un importante uso técnico en la teología islámica, al denotar aquellos asuntos sobre los que los musulmanes tienen convicción. Es una rama de los estudios islámicos que describe las creencias del islam.

## Introducción
Según el erudito musulmán Cyril Glasse, «las declaraciones sistemáticas de creencia se hicieron necesarias, desde el principio [de la historia del] islam, inicialmente para refutar las herejías, y más tarde para distinguir los puntos de vista y presentarlos, a medida que aumentaban las divergencias de las escuelas de teología o de opinión».
El «primer» credo escrito como «una respuesta corta a las herejías apremiantes de la época» se conoce como Fiqh Akbar y se atribuye a Abu Hanifah. Dos credos muy conocidos fueron el Fiqh Akbar II, «representantivo» de los Ash'ari, y el Fiqh Akbar III, «representantivo» del Shafi'i. Al-Ghazali también tenía un aqidah. Estos credos eran más detallados que los que se describen a continuación.

### Seis artículos de fe islámica
Los seis artículos de fe o creencia (Arkan al-Iman) derivados del Corán y la Sunnah, están aceptados por todos los musulmanes. Aunque hay diferencias entre el islam chiita y suní y otras escuelas o sectas diferentes en cuanto a temas como los atributos de Dios o sobre el propósito de los ángeles, los seis artículos no se discuten.
Los seis artículos de creencia suní son:
1. La creencia en Dios y el tawhid (monoteísmo).
2. La creencia en los ángeles.
3. Creencia en el libro sagrado del islam.[6]
4. La creencia en los profetas y mensajeros.
5. La creencia en el Juicio Final y la Resurrección.
6. Creencia en la predestinación.

Los primeros cinco se basan en varios credos coránicos:
...justo es el que cree en Dios y en el último día y en los ángeles y en las escrituras y en los profetas (2:177)
...creyente cree en Dios y sus ángeles y sus escrituras y sus mensajeros (2:285)
Quien no cree en Dios y en sus ángeles y en sus escrituras y en sus mensajeros y en el último día, en verdad se extravió mucho (4:136)
¡Quien es un enemigo de Dios, sus ángeles, sus mensajeros, Gabriel y Miguel! Entonces, ¡he aquí! Dios es un enemigo de los incrédulos (2:98)

### Tawhid
Tawhid («proclamación del Único») es el concepto de monoteísmo en el islam. Es el concepto más fundamental de la religión y sostiene que Dios (Alá) es uno (wāḥid) y único (āḥad), y el único digno de ser adorado comparable a la visión judía y cristiana de Dios, mientras que adorar otra cosa se considera idolatría.
Según la creencia islámica, Alá es el nombre propio de Dios, y la humilde sumisión a su voluntad, a las ordenanzas y mandamientos divinos es el eje de la fe musulmana. «Él es el único Dios, creador del universo, y el juez de la humanidad». «Él es único (wāḥid) e inherentemente único (aḥad), todo-misericordioso y omnipotente». El Corán declara «la realidad de Alá», Su misterio inaccesible, Sus 99 nombres descriptivos que expresan una característica de calidad, y Sus acciones en nombre de Sus criaturas.

### Iman

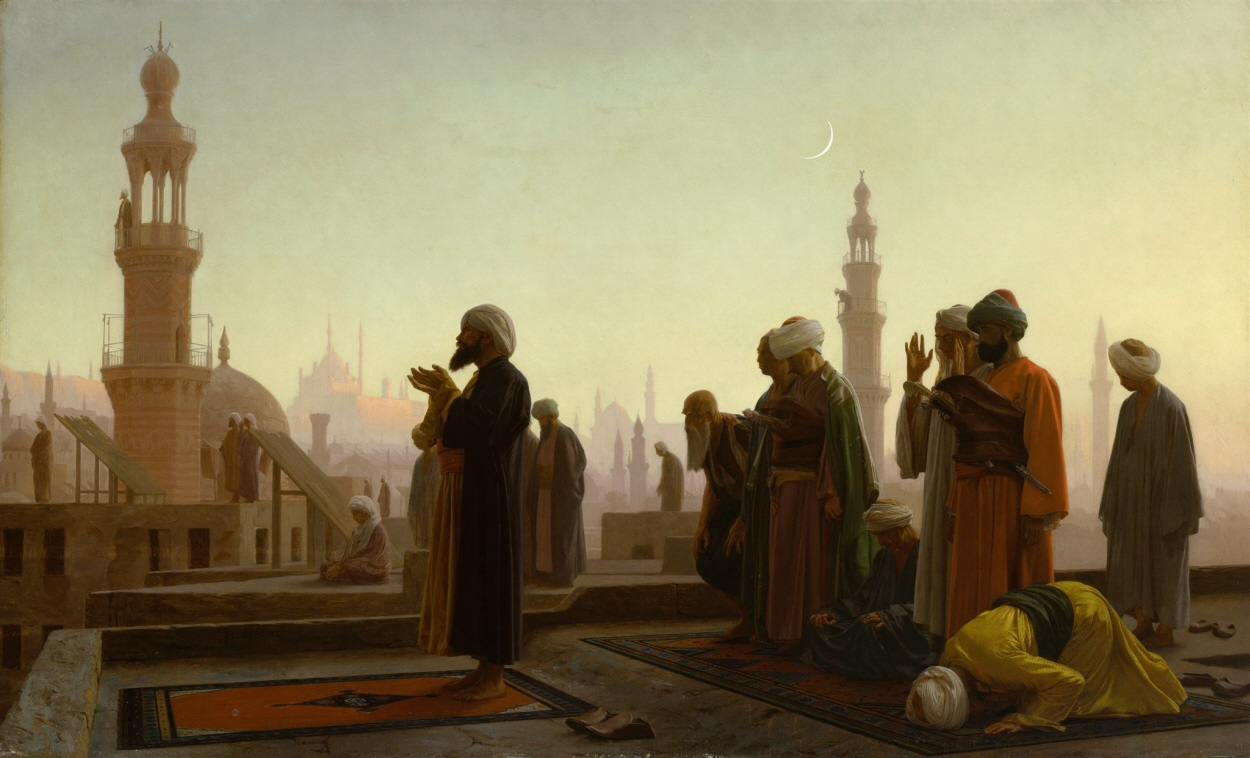
Un imám dirigiendo oraciones en El Cairo, Egipto, en 1865.

Iman, en la teología islámica denota la fe de un creyente en los aspectos metafísicos del islam. Su definición más simple es la creencia en los seis artículos de fe, conocidos como arkān al-īmān.

## Hadith de Gabriel
El Hadiz de Gabriel incluye los cinco pilares del islam (Tawhid, Salat, Sawm, zakāt, Hach) en respuesta a la pregunta: «Oh, mensajero de Dios, ¿qué es el islam?» Este hadiz es a veces llamado «el primer y más fundamental credo».

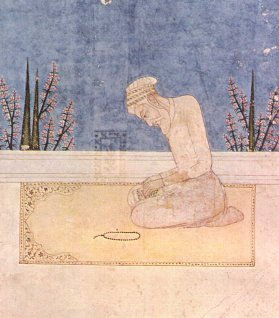
El emperador mogol Aurangzeb realizando el Salat.

### Salat
El salat es la práctica de la adoración formal en el islam. Su importancia para los musulmanes está indicada por su estatus como uno de los cinco pilares del islam, con algunas dispensas para aquellos para los que sería difícil. Las personas que lo encuentran físicamente difícil pueden realizar el Salat de una manera adecuada para ellos. Para realizar un Salat válido, los musulmanes deben estar en un estado de pureza ritual, que se logra principalmente mediante la ablución ritual, (wuḍūʾ), según los procedimientos prescritos.

### Sawm

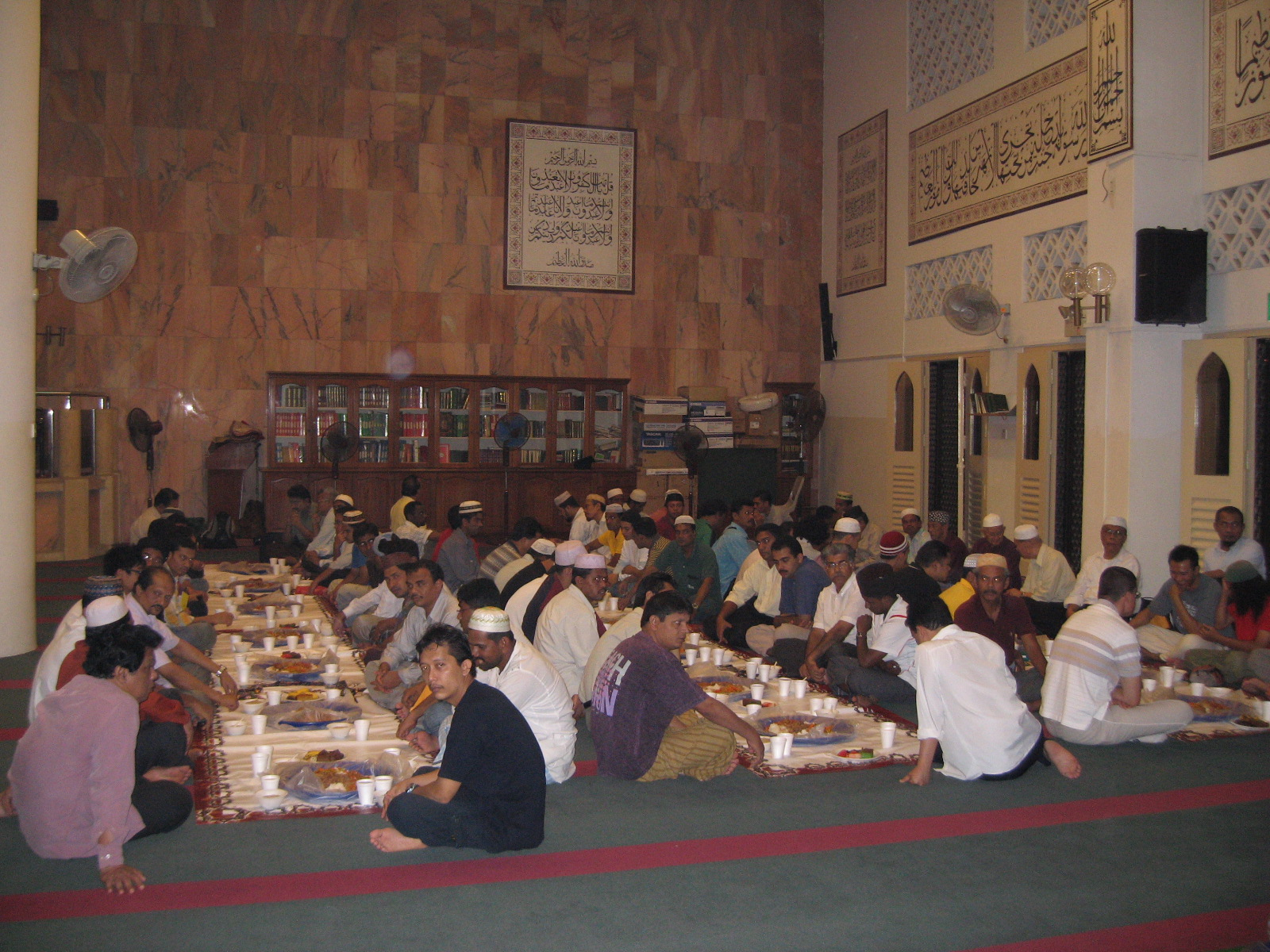
Fin al ayuno en una mezquita.

En la terminología de la ley islámica (sharia), Sawm significa abstenerse de comer, beber —incluida el agua— y tener relaciones sexuales desde el amanecer hasta el anochecer. La observancia del sermón durante el mes sagrado del Ramadán es uno de los cinco pilares del islam, pero no se limita únicamente a ese mes.

### Azaque
Azaque es la práctica de la caridad de los musulmanes basada en la riqueza acumulada y es obligatoria para todos los que puedan hacerlo. Se considera una responsabilidad personal de los musulmanes aliviar las dificultades económicas de los demás y eliminar la desigualdad.

### Hach

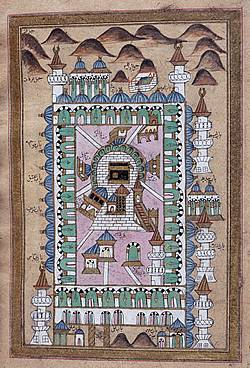
Una ilustración del del santuario más sagrado del islam, la Kaaba.

El Hach es una peregrinación islámica a La Meca y la mayor reunión de musulmanes del mundo cada año. Es uno de los cinco pilares del islam, y un deber religioso que debe ser cumplido por todo musulmán capacitado que pueda permitírselo al menos una vez en su vida.

## Otros principios
Además, algunos musulmanes incluyen la Yihad y la Dawwa como parte de la aqidah

### Yihad
Yihad (luchar) y literalmente esforzarse, trabajar para aplicarse, concentrarse, trabajar duro, lograr. Podría ser usado para referirse a aquellos que física, mental o económicamente sirven al camino de Dios.

### Dawwa
Dawwa (invitación) significa el proselitismo o la predicación del islam. Dawwa significa literalmente «emisión de una citación» o «hacer una invitación», siendo un participio activo de un verbo con diversos significados «para convocar, invitar». Un musulmán que practica el dawwa, ya sea como trabajador religioso o en un esfuerzo comunitario voluntario, se llama dā'ī (داعي plural du'āh). Por lo tanto, un dā'ī es una persona que invita a la gente a comprender el islam a través del diálogo, no muy diferente del equivalente islámico de un misionero que invita a la gente a la fe, la oración y la forma de vida islámica.

## Escatología
La escatología es literalmente entendida como las últimas cosas o cosas últimas y en la teología musulmana, la escatología islámica se refiere al fin de este mundo y a lo que sucederá en el próximo mundo o en el más allá. La escatología abarca la muerte de los seres humanos, sus almas después de su muerte corporal, la destrucción total de este mundo, la resurrección de los humanos, el Juicio Final de los actos humanos por parte de Dios después de la resurrección, y las recompensas y castigos para los creyentes y no creyentes respectivamente. Los lugares para los creyentes en el más allá se conocen como el paraíso y para los no creyentes como el infierno.

## Escuelas de teología
La teología musulmana es la teología y la interpretación del credo (aqidah) que se deriva del Corán y los Hadices. El contenido de la teología musulmana puede dividirse en la teología propiamente dicha, como la teodicea, la escatología, la antropología, la teología apofática y la religión comparada. En la historia de la teología musulmana, ha habido escuelas teológicas entre los musulmanes que muestran tanto similitudes como diferencias entre sí en lo que respecta a las creencias.

### Escuelas tradicionales suníes
Kalam es «teología escolástica islámica» de búsqueda de principios teológicos a través de la dialéctica. En árabe, la palabra significa literalmente «discurso/palabras». A un erudito de kalam se le llama mutakalim (teólogo musulmán; plural mutakallimun). Hay muchas escuelas de kalam, las principales son las escuelas Ash'ari y Maturidi del islam suní. La teología tradicionalista rechaza el uso del kalam, considerando la razón humana como pecaminosa en asuntos religiosos.

#### Asharismo
El asharismo acepta la razón en lo que respecta a asuntos exegéticos e ideas tradicionalistas. Lo que Dios hace u ordena —como se revela en el Corán y en el ahadith— es por definición justo. Lo que Él prohíbe es por definición injusto. El bien y el mal no son realidades objetivas. El Corán es la palabra increada de Dios en esencia, sin embargo, se crea y luego adquiere una forma en letras o sonido.

#### Maturidismo
El maturidismo sostiene que los humanos son criaturas dotadas de razón, lo que los diferencia de los animales. Además, la relación entre el hombre y Dios difiere de la de la naturaleza y Dios; los humanos están dotados de libre albedrío, pero debido a la soberanía de Dios, Dios crea los actos que los humanos eligen, para que los que puedan realizarlos. La ética puede ser entendida únicamente por la razón y no necesita de guías proféticas. El maturidismo también consideraba que los hadices no eran fiables, cuando son extraños a la razón, pero la mente humana por sí misma no puede captar toda la verdad, por lo que necesita una revelación en relación con los asuntos misteriosos. Además, el maturidismo se opone al antropomorfismo y a la similitud, mientras que simultáneamente no niega los atributos divinos. Deben ser interpretados a la luz de tawhid o ser dejados fuera.

#### Teología tradicionalista
Para la teología tradicionalista, el significado literal del Corán y especialmente las tradiciones proféticas tienen la única autoridad en materia de creencia, así como la ley, y comprometerse en una disputa racional, incluso si se llega a la verdad, está absolutamente prohibido. Abu al-Hasan al-Ash'ari se involucra en una lectura amodal del Corán, a diferencia de uno que se involucra en Tawhid (interpretación metafórica). No intentan conceptualizar racionalmente los significados del Corán y creen que los verdaderos significados deben ser confiados sólo a Dios (tafwid). Esta teología fue tomada de la exégesis del Corán y de las declaraciones de los primeros musulmanes y más tarde codificada por un número de eruditos incluyendo a Ahmad bin Hanbal quien dijo: «El Corán es el Discurso de Dios, el cual Él expresó; esto no fue creado. El que diga lo contrario es un jahmi, un infiel. Y aquel que diga, 'El Corán es el Discurso de Dios'», y se detiene allí sin agregar 'no fue creado', habla de forma mucho más abominable que el primero. Y a Ibn Qudamah.

### Chiismo creencias y prácticas
Los chiitas musulmanes sostienen que hay cinco artículos de creencia. Al igual que los  suníes, los chiitas no creen en la predestinación completa, o en el libre albedrío completo. Creen que en la vida humana hay tanto libre albedrío como predestinación.

#### Principios de fe (Usūl al-Dīn)
1. Tawhid: la Unidad de Dios.
2. Adalah: la justicia de Dios.
3. Nubuwwah (profecía): Dios ha designado profetas y mensajeros perfectos e infalibles para enseñar a la humanidad la religión —es decir, un sistema perfecto sobre cómo vivir en «paz»—.
4. Imamah (liderazgo): Dios ha designado líderes específicos para guiar y conducir a la humanidad: un profeta designa un custodio de la religión antes de su muerte.
5. Juicio Final: Dios levantará a la humanidad para el Juicio.

#### Creencias ismailíes
La rama del islam conocida como ismailismo es la segunda comunidad más grande del chiismo. Observan los siguientes pilares adicionales:
1. La creencia en el imán (religión).
2. La creencia en los profetas y mensajeros.
3. Creencias sobre el Juicio Final.

### Sectario

#### Muʿtazili
En cuanto a la relación entre los seres humanos y su creador, el pensamiento Muʿtazili enfatiza el libre albedrío humano sobre la predestinación. También redujeron los atributos divinos a la esencia divina.

## Literatura relativa a los credos
Muchos eruditos musulmanes han intentado explicar el credo islámico en general, o aspectos específicos del aqidah. La siguiente lista contiene algunas de las publicaciones más conocidas.
- Mukhtasar Shu'ab al-Imān o "Las 77 ramas de la fe" del Imām al-Bayhaqi
- Al-Fiqh Al-Akbar por Imām Abu Hanifah
- Al-ʿAqīdah aṭ-Ṭaḥāwiyya ("Los fundamentos del credo islámico" de al-Tahawi). Esto ha sido aceptado por casi todos los sunitas ( Atharis, Ash'aris y Maturidis). Varios eruditos islámicos han escrito sobre el credo Tahawiyya, incluido Ali al -Qari,  al-Maydani, ibn Abi al-Izz y Abd al-Aziz ibn Baz.
- As-Sunnah por Imām Ahmad bin Hanbal
- Al-Iman por al-Adni
- As-Sunnah por Imām Abu Dawood
- Sarihus Sunnah por Imām Al-Tabari
- As-Sunnah por Imām Al-Tabarani
- Aqīdah Salafi Ahl al-Hadith por al-Sabuni
- I'tīqad Ahl Al-Sunnah wal Jām'ah por Imām Lalqai Hibatullah
- As- Sunnah de Nasr al- Marwazi
- Ash-Shariah de al-Ajurri
- Al-Iman de Ibn Mandah
- Ad- Durrātu fīma yazibu i'tiqaduhu por Imām Ibn Hazm
- Kitāb at- Tāwhid por Imām Ibn Rajab
- Al- 'Aqīdah al-Nasafiyya por Imām Najm al-Din' Umar al-Nasafi
- Ar-rīsālah al-kairoāniyah por Abi Zaid al-Kairoa
- Al-I'tīqad por Al-Bayhaqi
- Al-ʿAqīdah al-Wāsiṭiyyah ("El Credo Wasit ") por Ibn Taymiyya
- Sharh como Sunnah o la «Explicación de la Sunna» por al-Hasan ibn 'Ali al-Barbahari. Enumera aproximadamente 170 puntos relacionados con los fundamentos de aqidah.
- Khalq Afʿāl al-ʿIbād ("La creación de los actos de los sirvientes") de Muhammad Ibn Ismail Al-Bujari. Muestra la opinión de los primeros eruditos ( Salaf ) pero no cubre todos los temas.
- Lum'at al-Itiqād por Ibn Qudamah. Detalla el credo de los primeros imanes de los musulmanes sunitas y una de las obras clave del credo Athari.
- Al-ʿUluww por al-Dhahabī . Detalla las opiniones de los primeros eruditos sobre cuestiones de credo.
- Ibaanah ān ūsulid diyanah por Abu al-Hasan al-Ash'ari .
- Risālah al-Qudsiyyah ("El Tracto de Jerusalén") por Al-Ghazali, donde se discuten las reglas de la fe.
- Sa'd al-Din al-Taftazani sobre el credo de Abu Hafs Umar an-Nasafi